# ンゴマ (ナミビア)
ンゴマ（アフリカーンス語: Ngoma）は、ナミビアのザンベジ州にある村。
クワンド川にかかるンゴマ橋周辺の集落で、ボツワナとの国境地帯にあたる。カティマ・ムリロの約61km南にあり、両者は国道B8号で結ばれている。